# Tankōbon
Tankōbon (単行本 (Đơn hành bản)) là một thuật ngữ Nhật Bản dùng để nói về một quyển sách có nội dung hoàn chỉnh, và quyển sách này không phải là một phần của một sê-ri sách nhiều tập. Có thể hiểu nôm na "tankōbon" là "sách một tập". Tuy nhiên, mỗi tập trong các series truyện manga Nhật Bản cũng được gọi là đơn hành bản, dù việc này trái ngược hoàn toàn với định nghĩa trên..
Đơn hành bản không bao gồm văn khố bản (文庫版, bunkoban), tân thư (新書, shinsho, ám chỉ các sách chuyên viết về các kiến thức khoa học), hay khổ sách cực lớn mukku (ムック, chứa rất nhiều hình ảnh).
Đơn hành bản, nói chung, thật ra cũng đa dạng về kích thước. Nó có thể là một cuốn sách nhỏ xíu khổ đậu bản (豆本, mamehon) hay một cuốn sách cỡ Folio 12 x 19 inch. Tuy nhiên, kích thước cỡ "tankobon" ngành đóng sách ở Anh, Mỹ thường là cỡ Quarto hay Octavo.

## Đơn hành bản trong manga

Một đơn hành bản của Nhật (ví dụ như Love Hina, bên trái) thường có khổ nhỏ hơn đơn hành bản tiếng Anh (Genshiken, bên phải).

Thông thường, các bộ manga thường được xuất bản trong các tạp chí truyện tranh hàng tuần (khổ bằng với một cuốn danh bạ điện thoại) hoặc các hợp tuyển truyện tranh hàng tháng ở Nhật (Afternoon, Shonen Jump, hay Hana to Yume). Các tạp chí hay hợp tuyển này thường dày hàng trăm trang và mỗi cuốn chứa hàng tá chương truyện của nhiều bộ manga khác nhau. Chất lượng giấy in phải nói là không được tốt (vì nhà xuất bản muốn cắt giảm chi phí), và các tạp chí này thường có dạng "đọc một lần rồi thôi". Sau một thời gian đăng trên các tạp chí, các chương truyện của cùng một bộ được tập hợp lại trong các đơn hành bản bìa mềm với chất lượng giấy in tốt hơn.
Trong tiếng Anh, một đơn hành bản được gọi là graphic novel (tiểu thuyết có minh họa) hay trade paperback (sách bìa mềm), mặc dù các thuật ngữ gốc như tankoban, tankobon,... vẫn được dùng rộng rãi, nhất là trên mạng internet. Ngoài ra, các fan manga Nhật Bản còn gọi các đơn hành bản là komikkusu (コミックス), cách phiên âm kiểu Nhật của từ tiếng Anh comics.
Cũng trong tiếng Anh, cái tên "tankōbon" còn được dùng để ám chỉ một loại khổ sách bìa mềm bên Mỹ (cỡ 13 × 18 cm hay 5 x 7 inch, trong khi đó khổ sách truyền thống ở Mỹ là 18 × 25 cm hay 7 x 10 inch). Trong tiếng Anh, khổ sách này còn được gọi là digest format hay digest size (cỡ tập san). Hiện nay, khổ sách "tankōbon" đã bắt đầu phổ biến ở thị trường truyện tranh Mỹ, với một số tác phẩm truyện tranh nổi tiếng đã bắt đầu xuất bản dưới dạng khổ này.

### Đơn hành bản khổ rộng (Waidoban)
Đơn hành bản khổ rộng (ワイド版, waidoban, tiếng Anh: wide-ban), là dạng đơn hành bản dùng khổ giấy lớn hơn (khổ A5) đơn hành bản thông thường. Nhiều tác phẩm manga, nhất là thể loại seinen hay josei, sau khi các chương đã được đăng trên tạp chí manga, thường được xuất bản dưới dạng waidoban chứ không phải dưới dạng đơn hành bản thường, điều này hơi trái ngược với các manga dạng shōnen hay shōjo. Một tập waidoban, thường chứa nhiều chương hơn một tập đơn hành bản thường, ví dụ như Mezon Ikkoku có độ dài 15 tập đơn hành bản, nhưng khi xuất bản dưới dạng waidoban thì chỉ có 10 tập, do dung lượng một tập waidoban lớn hơn.

### Văn khố bản (bunkoban)
Văn khố bản (文庫版, bunkoban, gọi tắt là bunko) cũng là một dạng tập truyện như đơn hành bản, nhưng khổ giấy nhỏ hơn (thường là A6 105 x 148 mm) và dày hơn đơn hành bản. So với đơn hành bản, trang sách của văn khố bản làm bằng loại giấy mỏng nhưng tốt hơn. Trong trường hợp của manga, trang bìa thường được thiết kế đặc biệt cho việc xuất bản, và, một tập văn khố bản cũng gồm nhiều trang hơn. Đó là lý do tại sao một truyện manga ấn hành dưới dạng văn khố bản có số tập ít hơn khi ấn hành dưới dạng đơn hành bản (điều này giống như waidoban). Ví dụ như Boku no Chikyū o Mamotte có độ dài 21 tập đơn hành bản, nhưng chỉ có 12 tập văn khố bản mà thôi. Tuy nhiên, nếu tập truyện ban đầu đã xuất bản dưới dạng waidoban thì số tập văn khố bản có xu hướng bằng với số tập waidoban.

### Ái tàng bản và Hoàn toàn bản (aizōban và kanzenban)
Ái tàng bản (愛蔵版, aizōban) là một phiên bản đặc biệt của manga. Các tập ái tàng bản thường đắt hơn và phong phú hơn về nội dung, thí dụ như nó được thêm thắt các trang đặc biệt dành cho lần xuất bản đó, hoặc các trang bìa được thiết kế đặc biệt, hộp đựng sách (slipcase),... và tất nhiên, chất lượng giấy in cũng phải tốt hơn hẳn đơn hành bản. Ái tàng bản thường được in với số lượng rất ít, nhờ đó mà giá trị của mỗi quyển ái tàng bản, vô hình trung, lại càng cao thêm. Thường là những manga cực kỳ nổi tiếng (Bảy viên ngọc rồng) mới được ấn hành dưới dạng ái tàng bản. Một số ái tàng bản manga đã bắt đầu thâm nhập vào thị trường Âu Mỹ, ví dụ các ái tàng bản của Giỏ trái cây và Rurōni Kenshin.
Một dạng khác của ái tàng bản là các Hoàn toàn bản (完全版, kanzenban). Trong khi ái tàng bản nhấn mạnh tới tính chất "đặc biệt", các kanzenban nhấn mạnh tới việc nó chứa đầy đủ tất cả nội dung của bộ manga nguyên gốc.

### Tổng tập biên (Sōshūhen)
Ấn bản sōshūhen là hình thức xuất bản còn mới, được Shueisha ra mắt vào năm 2008. Một cuốn soushuuhen có kích thước B5 (176 x 250 mm), rộng hơn khổ kanzenban. Ngoài chương bìa và trang màu, còn có những bài phỏng vấn và poster kèm theo.